# Markus Schuler
Markus Schuler (* 1. August 1977 in Löffingen) ist ein ehemaliger deutscher Fußballspieler. Er absolvierte für Hannover 96 und Arminia Bielefeld 182 Bundesligaspiele.

## Werdegang
Seine Karriere begann er beim SV Feldberg, bei dem er bis 1994 aktiv war. Er wechselte daraufhin zum FC Löffingen, um dann 1996 für eine Saison beim FC Neustadt zu spielen. In der Saison 1997/98 schnürte er dann die Schuhe für den FV Donaueschingen, bei dem er vom Zweitligisten SC Fortuna Köln gesichtet und verpflichtet wurde. Nach dem Abstieg der Fortuna, bei der Schuler selten in der Startelf stand, wechselte der Linksaußen 2000 zum 1. FSV Mainz 05, bei dem er schnell einen Stammplatz hatte und vom Offensivspieler zum Außenverteidiger umgeschult wurde – eine Rolle, die er weiterhin vergleichsweise offensiv interpretierte. Nach dem verpassten Aufstieg der Mainzer im Mai 2002 machte Schuler von seiner Ausstiegsklausel Gebrauch und wechselte zum Bundesliga-Aufsteiger Hannover 96. Nach zwei Jahren verließ er die Niedersachsen, die ihn ebenfalls nur unregelmäßig einsetzten, und unterschrieb bei Arminia Bielefeld und setzt sich dort auf der linken Abwehrseite gegen den Nationalspieler Tobias Rau durch. Aufgrund mehrerer Fälle von „fehlender Disziplin“ bekam er zum Ende der Saison 2005/06 eine „Denkpause“. Im Januar 2007 verlängerte er seinen auslaufenden Vertrag um weitere drei Jahre bis 2010. Nach dem Karriereende des ehemaligen Kapitäns Rüdiger Kauf zur Saison 2011/12 wurde Markus Schuler zum neuen Kapitän ernannt.
Schuler verließ den DSC nach Ende der Saison 2011/12. Die Bielefelder hätten ihn gern als Co-Trainer behalten, doch Schuler wollte aus familiären Gründen in seine Heimat nach Baden-Württemberg zurückkehren.
Bei seinen Zweitliga-Einsätzen bei Fortuna Köln und dem 1. FSV Mainz 05 erzielte Schuler drei Tore, unter anderem das vorentscheidende 3:1 für Fortuna im Stadtduell gegen den 1. FC Köln am 9. April 2000. In der Saison 2001/02 erzielte er gegen Aufstiegskonkurrent und seinen späteren Verein Hannover 96 den Ausgleich zum 1:1. Am 14. Spieltag dieser Saison erhielt Schuler seinen bisher einzigen Platzverweis im Profifußball: In der 90. Minute im Spiel gegen Arminia Bielefeld bekam er wegen wiederholten Foulspiels die Gelb-Rote Karte. In den folgenden zwei Spielzeiten bei Hannover gelang dem Linksverteidiger zwar kein Tor mehr, er gab aber fünf Torvorlagen.
In seiner Zeit beim DSC Arminia konzentrierte sich Schuler auf die Verteidiger-Position. Trotzdem gelangen ihm zwei Torvorlagen: In der Saison 2005/06 leitete er am 17. Spieltag mit seiner Vorarbeit zum 2:1 (Endstand 3:1) gegen den 1. FC Köln die Wende ein. In der Saison 2006/07 leitete Schuler in einem entscheidenden Spiel um den Klassenerhalt die Vorentscheidung zum 3:1 (Endstand 5:1) gegen Alemannia Aachen ein.

## Rekord
Schuler war bis 2017 in Bezug auf die erzielten Tore der erfolgloseste Feldspieler der Bundesliga-Historie. Bis zum Ende der Saison 2008/09 absolvierte Schuler 182 Bundesligaspiele, ohne jemals selbst getroffen zu haben. Am 2. Spieltag der Saison 2017/18 löste ihn Dennis Diekmeier als Rekordhalter ab.

## Privates
Er ist verheiratet und hat zwei Kinder. Nach der aktiven Fußballerkarriere arbeitet er bei der Sparkasse Offenburg/Ortenau.